# Миска Глава
Миска Глава је насељено мјесто у граду Приједор, Република Српска, БиХ. Према попису становништва из 1991. у насељу је живјело 764 становника.

## Географија
Налази се на падинама планине Грмеч. Од Приједора је удаљена 20 километара. Састоји се од засеока: Бијело Врело, Панићи, Илеџа, Клупице и других. На подручју насеља има преко 40 природних врела. Постоји и мали рудник такозваног „плавог камена“, који се у прошлости користио за израду подрума.

## Култура

### Чаројице
Постоји обичај да се у насељу уочи Никољдана сакупи група од пет младића који добро пјевају ојкаче, и један младић обучен у женску одјећу. Они се називају чаројице. Чаројице иду селом и пред сваком кућом пјевају прогодне пјесме како би сакупили дарове за људе којима су најпотребнији.

## Образовање
У насељу се налази Основна школа „Младен Стојановић“, подручно одјељење Минска Глава. Школа је саграђена у вријеме Краљевине Југославије, а са радом је почела 1936. Пошто је школа грађена од камена и као таква могла да посужи као утврђење, партизани су је запалили 1941. године да би спријечили усељавање усташа.

## Спорт
У насељу је активно ловачко друштво „Миска Глава“.

## Становништво
Становници се називају Мискоглавци.
| Демографија | Демографија | Демографија |
| Година      | Становника  | Становника  |
| ----------- | ----------- | ----------- |
| 1948.       | 1.101       |             |
| 1953.       | 1.241       |             |
| 1961.       | 1.219       |             |
| 1971.       | 1.170       |             |
| 1981.       | 997         |             |
| 1991.       | 764         |             |

### Презимена
- Кнежевић[1]
- Радуловић[1]
- Билбија[1]
- Вукић[1]
- Ђурић[1]
- Средић[1]
- Панић[1]
- Праштало[1]
- Латиновић[1]
- Бабић[1]
- Томић[1]
- Обрадовић[1]